# Chibombo, Zambia
Chibombo este un oraș în provincia Centrală, Zambia, situat la o distanță de 95 km nord de Lusaka și 45 km sud-vest de Kabwe, pe Marea Șosea de Nord. Este reședința districtului omonim situată în apropierea mlaștinei Lukanga. 

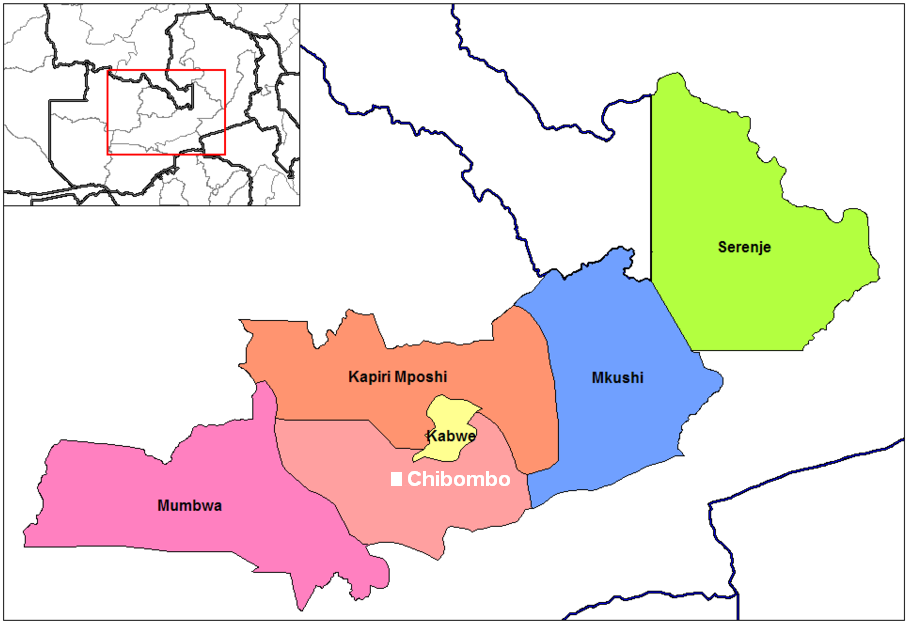
Localizarea districtului Chibombo